# Giza Hoyvík
Giza Hoyvík was een Faeröerse fusievoetbalclub uit de plaats Hoyvík, ten noorden van de hoofdstad Tórshavn. De club is in 2012 ontstaan nadat eerst de mannenafdelingen van FC Hoyvík en FF Giza samengingen. Al snel fuseerden beide voetbalverenigingen. Tot 2017 werd er gespeeld op het bijveld van het Gundadalurstadion in Tórshavn, maar vanwege de bouw van een nieuw voetbalcomplex in Hoyvík verhuisde men naar het J&K Vøllur. Giza Hoyvík speelt met de kleuren zwart-paars.
Eind 2018 werd besloten om onder de naam FC Hoyvík verder te gaan, waardoor de naam Giza Hoyvík weer vervalt.